# Утинг ам Амерзе
Утинг ам Амерзе (њем. Utting am Ammersee) општина је у њемачкој савезној држави Баварска. Једно је од 31 општинског средишта округа Ландсберг ам Лех. Према процјени из 2010. у општини је живјело 4.228 становника. Посједује регионалну шифру (AGS) 9181144.

## Географски и демографски подаци
Утинг ам Амерзе се налази у савезној држави Баварска у округу Ландсберг ам Лех. Општина се налази на надморској висини од 554 метра. Површина општине износи 19,0 km². У самом мјесту је, према процјени из 2010. године, живјело 4.228 становника. Просјечна густина становништва износи 222 становника/km².

## Међународна сарадња
| Мјесто | Држава    | Врста сарадње | Од    |
| ------ | --------- | ------------- | ----- |
| Оре    | Француска | партнерство   | 1977. |
| Извор  |           |               |       |